# Водопровод
Водопроводът е съоръжение за пренасяне на вода - питейна или за индустриални нужди от нейния източник до мястото на нейното потребление. Източниците обикновено са извори, езера и реки, от които водата се отвежда по тръби и канали, пречиства се и се събира във водохранилища (язовири). Оттам се разпределя по тръбопроводи до отделните жилища. Количеството използвана вода се определя с помощта на водомер. Съвременните водопроводи са изработвани от поливинилхлорид, полиетилен или мед. Повечето от тях са подземни, но съществуват и надземни водопроводи.

## История
Първите водопроводи са създадени в Древен Рим, представляващи системи от акведукти и тунели, снабдяващи с чиста вода големите градове. От древността до наши дни за направата на водопроводи са използвани глина, дървесина, олово, желязо, неръждаема стомана, мед, а в наше време и пластмаса. От металите за предпочитане са медните тръби, защото проявяват устойчивост към хлора (който се използва за дезинфекция на водата), не отделят токсични вещества и имат дълъг живот на експлоатация.